# 3.ª Brigada Acorazada Independiente (Ucrania)
3.ª Brigada de Tanques (Ucrania): Es una unidad militar de combate dotada de personal de tropas de tanques de las Fuerzas Terrestres de las Fuerzas Armadas de Ucrania. Es parte del Cuerpo de Reserva.

Insignia de la 3.ª Brigada de Tanques de Ucrania

## Historia
La 3.ª Brigada Independiente de Tanques de Hierro se formó como una unidad con personal de tropas de tanques de las Fuerzas Terrestres de las Fuerzas Armadas de Ucrania. El 4 de julio de 2018, los ejercicios conjuntos "Fortaleza del Norte - 2018" de la 3.ª Brigada Independiente de Tanques y la 1.ª finalizaron, se creó la Brigada de tanques independiente en la región de Chernihiv.
A partir de julio de 2018, la brigada se mantuvo en una composición reducida (Brigada de Estado Mayor): solo los órganos de dirección y los puestos clave de la unidad estaban ocupados por militares profesionales
A principios de agosto de 2018, se planeó una sesión de entrenamiento de 45 días de la 3.ª Brigada de Tanques Independiente del Cuerpo de Reserva de las Fuerzas Armadas de Ucrania en el campo de entrenamiento militar de Gonchariv. Estaba previsto atraer a unos tres mil reservistas y reclutas.
El 28 de mayo de 2019, el servicio de prensa de la brigada informó en Facebook que a principios de mayo de 2019, el Estado Mayor de las Fuerzas Armadas de Ucrania decidió transferir la 3.ª Brigada de Tanques Independiente del Cuerpo de Reserva al equipo de combate. Para ello, la brigada ha sido dotada de personal y material militar, tras lo cual comenzará un entrenamiento intensivo. Una de las tareas prioritarias durante los ejercicios es adquirir la necesaria interoperabilidad operativa con unidades similares de la OTAN. En ese momento, la brigada tenía una estructura de personal estándar de las brigadas de tanques ucranianas: 3 batallones de tanques, un grupo de artillería de brigada, servicios de apoyo.
En septiembre de 2021 se realizó el entrenamiento de la brigada. De acuerdo con el escenario de entrenamiento, se suponía que las tripulaciones del T-72 descargarían rápidamente sus tanques de las plataformas ferroviarias y marcharían al sitio de despliegue, utilizando caminos de tierra de campo para este propósito.

## Invasión rusa de Ucrania de 2022
A partir del 24 de febrero de 2022, con el comienzo de una nueva fase de la guerra ruso-ucraniana, se llevó a cabo rápidamente la formación de una brigada de pleno derecho y la dotación de personal, armas y militares a sus unidades y servicios de tiempo completo. se completó el equipo. La reposición del personal de la brigada con reservistas y personal movilizado permitió a los militares realizar adecuadamente las tareas de combate asignadas por el comando en las condiciones de agresión a gran escala por parte de la Federación Rusa.
La 3.ª Brigada defendió a su país en lugares como Kiev, Izium, Járkov, Sloviansk, Zaporiyia.
"Comenzamos desde Kyiv, ya el 28 de febrero, una compañía fue allí. Cubrieron la capital en dirección a Fastiv. Parte de las unidades salieron a apoyar las acciones defensivas de las unidades de infantería en dirección a Zaporiyia. Pero, por así decirlo, la brigada pasó su verdadero bautismo de fuego precisamente en la dirección de Járkov: el 15 de marzo, se produjeron feroces batallas cerca de la aldea de Topolske del distrito de Izium ", dice el comandante de la 3.ª Brigada Independiente de Tanques de Hierro, un caballero completo de la Orden de Bohdan Khmelnytsky grados I-III, Coronel Roman Sheremet.
En septiembre de 2022, la Brigada de Hierro participó en la liberación del Óblast de Járkov. En particular, los soldados de la 3.ª división de tanques, en cooperación con otras unidades de las Fuerzas Armadas de Ucrania, llevaron a cabo exitosas batallas por Bayrak y Balakliya.
Alrededor de doscientos militares de la brigada ya han recibido galardones estatales: en particular, se convirtieron en caballeros de las órdenes Bohdan Khmelnytskyi y "Por el Coraje", y recibieron medallas. Entre ellos se encuentra el Héroe de Ucrania Serhii Ponomarenko.
Por Decreto del Presidente de Ucrania N.º 606/2022 del 24 de agosto de 2022, la brigada recibió el nombre honorífico de "Hierro".

## Armamento
A partir de 2019, la brigada estaba armada con tanques T-72 con varias actualizaciones.

## Estructura
A partir del verano de 2018:
- Cuartel General
- 9.º batallón de tanques independiente (Goncharivske)
- 10.º batallón de tanques independiente (Bila Tserkva)
- 11.er batallón de tanques independiente (Novograd-Volynskyi)
- Batallón Mecanizado
- Grupo de artillería de brigada
- Batería de control y reconocimiento de artillería
- División de artillería autopropulsada
- División de artillería autopropulsada
- División de artillería reactiva
- División de artillería y misiles antiaéreos
- Compañía de reconocimiento
- Compañía de Nodo de comunicación de campo
- Grupo de apoyo de ingeniería
- Grupo de apoyo material
- Batallón de reparación y restauración
- Compañía médica
- Compañía de Defensa Nuclear, Radiológica, Biológica y Química
- Comandante de pelotón
- Pelotón de francotiradores
- Pelotón de bomberos

## Comandantes
- Teniente coronel Volodymyr Petrovych Fedchenko (2019)
- Coronel Roman Sheremet (2021 hasta la Actualidad)